# Jokin Altuna
Jokin Altuna Altuna, llamado Altuna III (Amézqueta, España, 27 de marzo de 1996), es un jugador de pelota vasca en la modalidad de mano de la empresa ASPE.
Jokin es el tercer pelotari profesional de su familia, siendo sus tíos, Imanol (Altuna I) y Garikoitz (Altuna II), ambos campeones en la modalidad de remonte.
En paralelo a la trayectoria de pelota vasca, estudió Educación Primaria en la Universidad de Mondragón (UHEZI)

## Palmarés
- Campeón del Manomanista, 2018, 2021, 2024 y 2025
- Campeón del Cuatro y Medio, 2017, 2020, 2021 y 2023
- Campeón del Campeonato de España de mano parejas, 2022

## Finales del Campeonato Manomanista
| Año  | Campeón    | Subcampeón  | Tanteo | Frontón |
| ---- | ---------- | ----------- | ------ | ------- |
| 2018 | Altuna III | Olaizola II | 22-14  | Bizkaia |
| 2020 | Jaka       | Altuna III  | 22-20  | Bizkaia |
| 2021 | Altuna III | Rezusta (1) | 22-5   | Bizkaia |
| 2023 | Elordi     | Altuna III  | 22-18  | Bizkaia |
| 2024 | Altuna III | Laso        | 22-05  | Bizkaia |
| 2025 | Altuna III | Artola      | 22-19  | Bizkaia |

(1) En sustitución de Artola por lesión

## Finales del Campeonato del Cuatro y Medio
| Año  | Campeón       | Subcampeón      | Tanteo | Frontón       |
| ---- | ------------- | --------------- | ------ | ------------- |
| 2016 | Bengoetxea VI | Altuna III      | 22-21  | Ogueta        |
| 2017 | Altuna III    | Urrutikoetxea   | 22-21  | Bizkaia       |
| 2018 | Ezkurdia      | Altuna III      | 22-17  | Navarra Arena |
| 2019 | Ezkurdia      | Altuna III      | 22-16  | Navarra Arena |
| 2020 | Altuna III    | Jaka            | 22-09  | Bizkaia       |
| 2021 | Altuna III    | Laso            | 22-20  | Bizkaia       |
| 2022 | Ezkurdia      | Altuna III      | 22-21  | Bizkaia       |
| 2023 | Altuna III    | Peio Etxeberria | 22-9   | Bizkaia       |

## Final del Campeonato de Parejas
| Año  | Campeones               | Subcampeones         | Tanteo | Frontón       |
| ---- | ----------------------- | -------------------- | ------ | ------------- |
| 2022 | Altuna III - Martija    | Laso - Imaz          | 22-20  | Bizkaia       |
| 2024 | P.Etxeberria - Zabaleta | Altuna III - Martija | 22-20  | Navarra Arena |

## Final del Cuatro y Medio de 2ª categoría
| Año  | Campeón | Subcampeón | Tanteo | Frontón   |
| ---- | ------- | ---------- | ------ | --------- |
| 2014 | Artola  | Altuna III | 22-08  | Atano III |